# Hatfield House
Hatfield House är en lantegendom precis öster om staden Hatfield i Hertfordshire i England. Det nuvarande slottet byggdes under Jakob I:s regeringstid av Robert Cecil, som var kungens främste minister. Huset har varit i ätten Cecils ägo alltsedan dess. Nuvarande ägare är Robert Gascoyne-Cecil, 7:e markis av Salisbury.   

## Historik
Tidigare låg det kungliga palatset Hatfield House på denna plats. Det byggdes år 1497 av John Alcock, biskop av Ely, i anslutning till Ely place och dess biskopspalats. Fastigheten bestod av fyra flygelbyggnader i en fyrkant kring en borggård. Huset beslagtogs av Henrik VIII tillsammans med andra byggnader ägda av kyrkan.
Bara delar av det finns kvar idag, en liten bit från dagens byggnad, i parken. 
Detta palats var barndomshem och ett av favoritresidensen för den senare Elisabet I, som bodde där under sin barndom och uppväxt fram till att hon besteg tronen; från 1533 till 1558. Elisabet vistades på Hatfield House när hon år 1558 mottog beskedet att hon var drottning av England. 
Sedan Elisabet blivit drottning använde hon dock inte palatset. Hennes efterträdare Jakob I gav det 1607 till Robert Cecil, 1:e earl av Salisbury, som lät uppföra den nuvarande byggnaden 1607-1612.

## Parken
1600-talsparken som omger huset är berömd och öppen för allmänheten. Den innehåller fruktträdgårdar, fontäner, terrasser och en labyrint.

## Övrig läsning
- Cecil, David. The Cecils of Hatfield House: An English Ruling Family. Houghton Mifflin, 1973.